# Спотикач
Споти́кач — горілка, настояна на мускатному горісі і прянощах. Вміст спирту — 30 %.

## Інгредієнти
Для приготування напою потрібні:
- горілка — 0,5 літра;
- ваніль — 20 грамів;
- мускатний горіх — 10 грамів;
- кориця — 5 грамів;
- гвоздика — 5 грамів;
- шафран — 5 грамів;
- цукор — 2 склянки;

## Рецепт приготування

### Спотикач на прянощах
Додати до горілки ваніль, мускатний горіх, корицю, гвоздику та шафран, і настоювати протягом двох тижнів, щодня збовтуючи. Потім процідити і закип'ятити разом із цукром, після чого профільтрувати (можливо використати тканину, вату тощо).

### Ягідний спотикач
Різноманітні ягоди перебрати, укласти в каструльку, залити водою, засипати цукром і поставити на вогонь. Після закипання вогонь максимально притишити і тримати на ньому каструлю до півгодини, постійно помішуючи — щоб плоди зморщилися, полопалися й віддали якомога більше соку. Потім у гарячу суміш влити горілку, довести масу майже до кипіння і накрити кришкою. Дати охолонути природним способом, розфасувати у скляну тару, зберігати у прохолодному місці. Подається до десерту.

## Історія
З'явившись у 18 столітті, напій постійно удосконалювався і в 19 столітті досяг своїх найкращих смакових якостей. Традиційно спотикачі були напоєм заможних людей, їх подавали на бенкетах та забавах для жінок як десертний напій. Різноманітні спотикачі та настоянки популярні на Західній Україні, де кулінарне мистецтво мало риси різних культур. Спотикачі відрізняються від настоянок тим, що для спотикачів
переварюють фрукти, спеції та цукор, а тоді настоюють з алкоголем.
Крім ягідних спотикачів, цікавими також є «Спотикач з кавою», «Спотикач з троянди», «Спотикач з м'яти», «Спотикач з горіхів». Назва напою походить від слова «спотикатися». Незважаючи на низький вміст алкоголю, напій хмільний, легко п'ється, а через великий вміст фруктози швидко засвоюється, тому потім «важко ходити і людина спотикається».
Наразі в Україні промислово виготовляють спотикач дуже мало, відомо, лише один вид — вишневий спотикач, вироблений в Чернівцях.
З плином часу традиційні знання про спотикач та способи його виготовлення пропадають. Спотикачі, виготовлені у домашніх умовах, стають все рідшими продуктами на святковому столі. Класичні спотикачі замінюють легшими у приготуванні настоянками — коли фрукти просто заливають алкоголем або промислово виготовленими напоями на основі штучних барвників та ароматизаторів.